# Kirchardt

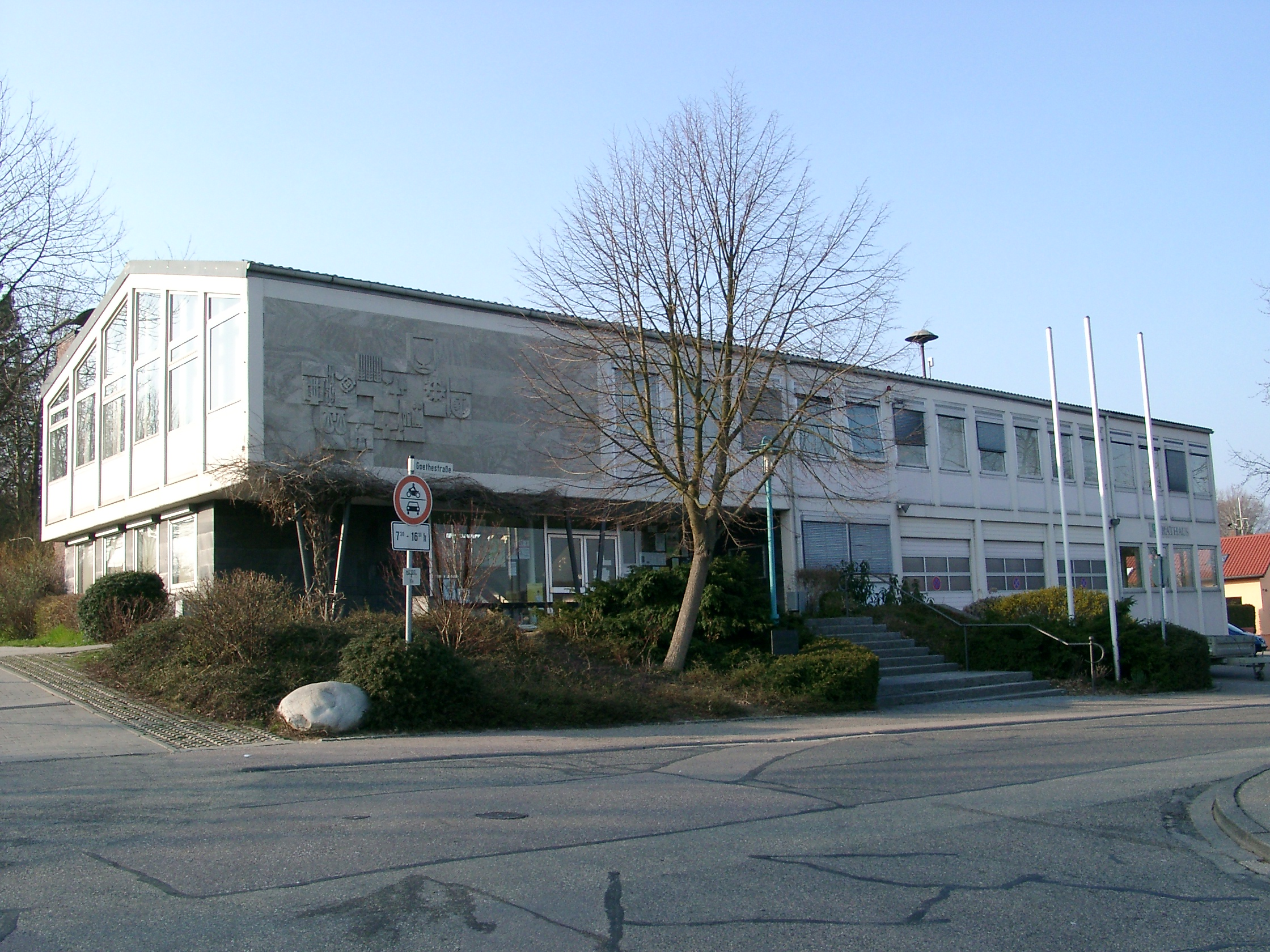
Ehemaliges Rathaus Kirchardt

Kirchardt ist eine Gemeinde im Landkreis Heilbronn in Baden-Württemberg (Deutschland). Sie gehört zur Region Heilbronn-Franken und zur Randzone der europäischen Metropolregion Stuttgart.

## Geographie

### Geographische Lage
Kirchardt liegt im Nordwesten des Landkreises Heilbronn und gehört zur Randzone der Metropolregion Stuttgart.

### Nachbargemeinden
Nachbarstädte und -gemeinden Kirchardts sind (im Uhrzeigersinn, beginnend im Norden): Bad Rappenau, Massenbachhausen, Gemmingen, Eppingen, Ittlingen (alle Landkreis Heilbronn) und Sinsheim (Rhein-Neckar-Kreis). Mit Bad Rappenau und Siegelsbach ist Kirchardt eine Vereinbarte Verwaltungsgemeinschaft eingegangen.

### Gemeindegliederung
Zu Kirchardt gehören neben der Kerngemeinde Kirchardt auch die Ortsteile Berwangen und Bockschaft. Ein abgegangener, also nicht mehr bestehender Ort namens Lauterstein befand sich teilweise auf der Gemarkung Kirchardts.
Die Gemeinde Kirchardt hat (Stand Ende Mai 2025) 6.064 Einwohner, von denen 4.167 im Ortsteil Kirchardt, 1.455 im Ortsteil Berwangen und 442 im Ortsteil Bockschaft leben.

### Flächenaufteilung
Nach Daten des Statistischen Landesamtes, Stand 2023.

## Geschichte

### Frühe Besiedlung durch Kelten, Römer und Alemannen
Erste menschliche Spuren in Kirchardt datieren auf die Bronzezeit zurück, die erste Besiedlung auf dem heutigen Gebiet von Kirchardt ist aus der Zeit der Kelten im 6. Jahrhundert v. Chr. im Gewann Kreuzend nachgewiesen. Die Römer errichteten während ihrer Besatzungszeit von 90 bis 260 n. Chr. an verschiedenen Stellen in „civitas alisinensis“ (Elsenzgau) Straßen und Bauten zur Versorgung des Neckar-Odenwald-Limes, darunter auch auf dem heutigen Gemeindegebiet eine Villa rustica, die 1832 im Haftenwald gefunden wurde, sowie ein Gehöft mit Tiefbrunnen auf dem Schneckenberg. Eine wichtige Römerstraße verlief durch den heutigen Ortsteil Berwangen, wo auch eine so genannte Jupitergigantensäule gefunden wurde. Mit dem Abzug der Römer aus den rechtsrheinischen Gebieten um das Jahr 260 und dem gleichzeitigen Vordringen der Alemannen verfielen die römischen Bauten allerdings wohl wieder.

### Erste Erwähnung im Lorscher Codex und Bedeutung des Ortsnamens
Kirchardt und seine Ortsteile werden wie viele andere Städte und Gemeinden im Norden des heutigen Baden-Württembergs im Lorscher Codex erstmals namentlich erwähnt. Eine Klosterfrau Egilrat übereignete im Jahr 791 dem Kloster Lorsch einen Hof und dazugehörige Freiflächen in villa Kyrih-Hart. Der Ortsname ist ein ursprünglicher Flurname und bedeutet möglicherweise „Kirche im Wald“ oder „Wald im Besitz einer Kirche“, bezeichnet wahrscheinlicher aber einen „Wald, in dem Kürweihen leben“. Der Lorscher Codex erwähnt auch erstmals den heutigen Ortsteil Berwangen im Zusammenhang mit einer Schenkung im Jahr 793 sowie den heutigen Ortsteil Bockschaft bei einer Schenkung des Jahres 829. Die Nennung als villa deutet darauf hin, dass Kirchardt damals erst am Anfang seiner Besiedlung stand. Da der Siedlungskern von Kirchardt direkt an der nördlichen Grenze der früheren Berwanger Gemarkung sowie nahe dem Quellgrund des südlich nach Berwangen und von dort aus weiter nach Richen fließenden Birkenbachs liegt, nimmt man an, dass Kirchardt vom vermutlich älteren und einst bedeutenderen Berwangen aus besiedelt wurde, bzw. dass beide Orte sukzessive Richener Gründungen waren.
Im frühen Mittelalter bestand die „Hohe Straße“ genannte Straßenverbindung von Heilbronn nach Heidelberg, die von Heilbronn bis nach Sinsheim annähernd analog zur heutigen B 39 verlief. Kirchardt liegt etwas abseits dieser historischen Strecke am Rand der Kraichgau-Hügellandschaft und ist von Feldern, Wiesen und Eichenmischwäldern umgeben. Über Jahrhunderte bestand die Einwohnerschaft ausschließlich aus Bauern, die Felder bewirtschaftet und Schweine gemästet haben. Wichtige Futtermittel für die Schweinezucht waren dabei stets auch Eicheln, weswegen seit 1769 eine solche Frucht das Wappen von Kirchardt ziert. Der Ortsname im 13. bis 16. Jahrhundert war Kirchart (in verschiedenen Schreibweisen), im 17. und 18. Jahrhundert jedoch Kirhart, und hat sich erst im 19. Jahrhundert wieder auf Kirchardt verfestigt.

### Pfälzisches Dorf ab dem 14. Jahrhundert

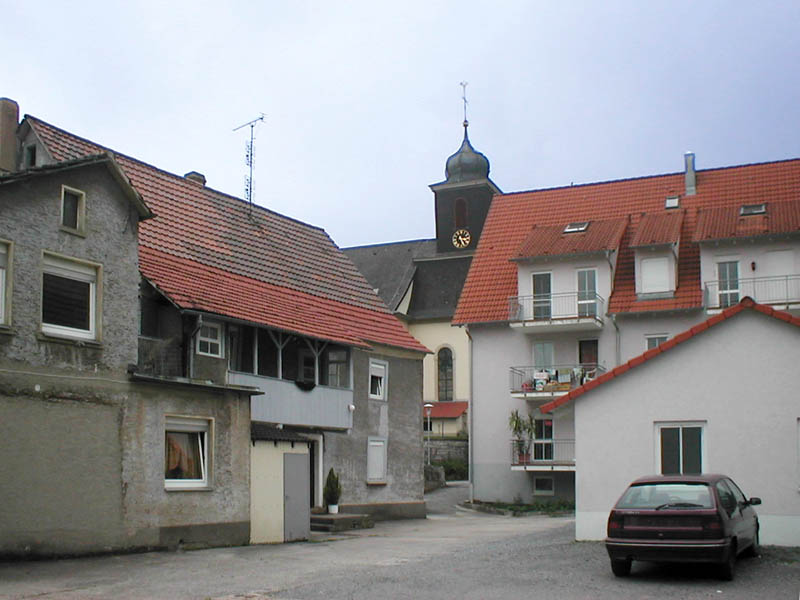
In den Burggärten in Kirchardt

In Kirchardter Gewannnamen haben sich Hinweise auf eine Burg erhalten. So bestand ein Burghof als Erblehenshof, der lange Zeit im Besitz des Dominikanerklosters Wimpfen war, und es gibt ein Gewann In den Burggärten. Da es keinerlei Bodenfunde einer am Ort befindlichen Burg gibt, deuten diese Namen höchstwahrscheinlich auf die abgegangene Burg Lauterstein bei Massenbachhausen hin. Im 14. Jahrhundert gelangte der Ort an die Pfalzgrafen bei Rhein. Somit war Kirchardt pfälzisch und blieb es – zunächst unter dem Amt Steinsberg, ab 1521 unter der Kellerei Hilsbach im Oberamt Mosbach – bis zum Ende der Kurpfalz im Jahre 1803. Die kirchlichen Rechte lagen dagegen seit dem späten 14. Jahrhundert beim Deutschen Orden, der den Frucht- und Weinzehnt erhielt, aber dessen Einfluss nach der Reformation der Pfalz 1556 schwand.
Der Ort wurde in pfälzischer Zeit von einem Schultheißen geleitet, der durch die Landesherrschaft bzw. den Amtskeller in Hilsbach eingesetzt wurde und eine gewisse Selbstverwaltungsbefugnis hatte. Außerdem bestand ein Ortsgericht mit zwölf, nach dem Dreißigjährigen Krieg auch mit nur acht oder neun Mitgliedern. Das erste Rathaus in Kirchardt wurde um 1570 erbaut.
Die Gemarkung des Ortes war im Mittelalter von einem Bannzaun (Etter) umgeben und in Eigengüter von freien oder halbfreien Bauern sowie in als Erblehen an Bauern vergebenes Herrenland eingeteilt. Die Erblehen durften zwar nicht aufgeteilt oder geschmälert werden, unterlagen aber den entwicklungsgeschichtlichen Notwendigkeiten gezollten häufigen Bestandsveränderungen durch Tausch und aufgrund ihrer Vergabe als Kunkellehen dem Auftreten einer Vielzahl von Anteilseignern. Die bäuerlichen Eigengüter hingegen mündeten durch Erbteilung in zersplitterter Parzellierung mit ebenso komplizierten Besitzverhältnissen. Außerdem verdichtete sich die ursprünglich lockere Siedlungsform innerhalb des Etters mit einem Anwachsen der Bevölkerung und der Höfe zu einem enggedrängten Straßendorf entlang der heutigen Hauptstraße mit östlicher Ausbuchtung um die Kirche. Die 1496 erstmals erwähnte, aber wahrscheinlich wesentlich ältere Kirche teilte den Ort in Oberdorf (von der Kirche nördlich bis zum Falltor nach Grombach), Mitteldorf (Bereich östlich der Kirche) und Unterdorf (von der Kirche südlich bis zum Falltor nach Berwangen). Ursprünglich bestanden im Ort hauptsächlich strohgedeckte Holzhäuser. Nach der Pfälzischen Landesordnung von 1531 waren Wohnhäuser, Ställe und Scheunen künftig mit einem steinernen Fundament zu unterfangen, nach einem kurfürstlichen Befehl von 1700 waren Strohdächer durch Ziegeldächer zu ersetzen.
Nach dem Dreißigjährigen Krieg, unter dessen Verwüstungen mitsamt der nachfolgenden Pest das gesamte Umland zu leiden hatte, gab es in Kirchardt noch etwa 80 Einwohner. Die Bevölkerung stieg dann bis 1686 auf etwa 280, bis zum Jahr 1746 auf 420, und bis 1774 auf 509 Einwohner an.
Im Jahr 1701 gab der ruinöse Zustand von Kirche und Pfarrhaus Anlass zu einem Gutachten darüber, ob der Deutsche Orden als Zehntempfänger auch für den Unterhalt der einfachen Kirche zuständig sei. Der Orden wurde jedoch nur noch für den steinernen Teil des Kirchturms und das Pfarrhaus in die Pflicht genommen.
In der zweiten Hälfte des 18. Jahrhunderts entstand unter Kurfürst Carl Theodor die Kirchardt passierende Chaussee, eine neue Landstraße von Steinsfurt zur Posthalterei nach Fürfeld, die die Hohe Straße genannte alte Landstraße weiter nördlich bei Grombach ersetzte, und der heute die B 39 in diesem Abschnitt folgt. Die Intensivierung des Verkehrs in Kirchardt führte um 1800 zum Wegfall der Falltore und zur allmählichen Aufgabe der Begrenzung des Ortes durch den Etter.

### Übergang zu Baden im 19. Jahrhundert
Nach dem Ende der Kurpfalz kam Kirchardt mit Dekret vom 27. November 1802 kurzzeitig zum neugebildeten Fürstentum Leiningen, um dann ab 1806 gemeinsam mit Berwangen und Bockschaft an das Großherzogtum Baden zu fallen, wo das Dorf dem standesherrlichen fürstlich-leiningischen Amt Hilsbach unterstellt war. Bis 1813 gab es noch leiningensche Vögte, danach großherzoglich-badische Vögte und ab 1831 Bürgermeister. An die Stelle des Ortsgerichts trat der Gemeinderat. Um 1810 war das renaissancezeitliche Rathaus baufällig geworden, so dass es bis 1813 abgerissen und durch einen Neubau an selber Stelle (Ecke Hauptstraße/Heilbronner Straße) ersetzt wurde.
Um das Jahr 1800 hatte Kirchardt etwa 750 Einwohner, die fast ausschließlich in der Landwirtschaft tätig waren, wohingegen in Berwangen zu dieser Zeit bei etwa gleich vielen Einwohnern bereits einige Gewerbebetriebe verzeichnet waren. 1825 hatte Kirchardt bereits 1030 Einwohner erreicht, befand sich aber immer noch weitgehend in den Grenzen des mittelalterlichen Etters, so dass große Enge und soziale Probleme (Armut, Hunger) herrschten. Über 100 Einwohner sind deswegen zwischen 1835 und 1860 meist nach Amerika ausgewandert.
1868 wurde die Bahnlinie von Heidelberg nach Heilbronn mit Bahnhof im benachbarten Grombach erbaut, 1876 wurde die Straße nach Grombach für damalige Verhältnisse verkehrsangemessen ausgebaut. 1880 wurde ein neues Schulhaus an der Heilbronner Straße errichtet. Einen ersten wirtschaftlichen Aufschwung brachte ab 1885 die Ansiedlung von später insgesamt sieben Zigarrenfabriken in Kirchardt, die den in der Umgebung wachsenden Tabak verarbeiteten und bei denen um 1900 bereits etwa 200 Personen in Lohn und Brot standen. Bis 1914 blieben diese Zigarrenfabriken allerdings auch die einzigen größeren Gewerbebetriebe in dem bäuerlichen Dorf, in dem inzwischen rund 1300 Menschen lebten. Der Baubestand wuchs von 1817 (96 Gebäude) bis 1925 auf 210 Gebäude an. Adolf von Oechelhäuser führt in seinem 1909 erschienenen Verzeichnis der Kunstdenkmäler des Amtsbezirks Sinsheim in Kirchardt im Wesentlichen nur die Kirche des Ortes auf. Die älteren Wohnhäuser würden „trotz ihrer Verwahrlosung zum Teil, wie in Richen, hübsche, künstlerisch bedeutungslose, aber malerische Einzelheiten an Vorbauten, Erkern, Treppenbedachungen u. dgl. aufweisen.“
Inflation und Weltwirtschaftskrise sorgten für weiter bestehende Armut und auch zunehmende Arbeitslosigkeit in Kirchardt und den umliegenden Dörfern. Dennoch begann sich auch in Kirchardt eine bürgerliche Kultur abzuzeichnen. 1910 war ein Volksturnfest des Elsenz-Turngaus veranstaltet worden, 1920 konnte ein Sportplatz eröffnet werden.
Im Jahr 1933 hatte Kirchardt weiterhin etwa 1300 Einwohner, Berwangen 750 und Bockschaft 130. Nach der Erhebung von Sinsheim zur Kreisstadt 1936 wurde aus dem Amtsbezirk Sinsheim der Landkreis Sinsheim dem Kirchardt, wie auch Berwangen und Bockschaft, angehörte. 1939 wurden 1312 Einwohner gezählt, Ende 1945 waren es 1475.

### Kirchardt nach dem Zweiten Weltkrieg
Die Aufnahme von über 500 Heimatvertriebenen im Jahr 1946, die damit mehr als ein Viertel der Einwohner stellten, sorgte für eine weitere Verschlechterung der Lebensbedingungen und weitere Arbeitsplatzknappheit. In der Nachkriegszeit beherrschten noch Handarbeit und Viehgespanne den bäuerlichen Alltag, die Mechanisierung der bäuerlichen Arbeitsweise setzte nach der Währungsreform 1948 ein und brachte weiteren Arbeitsplatzmangel. In den 1950er-Jahren kam es daher zu einem starken Wegzug der angestammten Bevölkerung. Gleichzeitig unternahm die Gemeinde Anstrengungen, für angemessene Unterkünfte und für die Schaffung regionaler Gewerbestrukturen zu sorgen. Erste Gewerbegebiete wurden ausgewiesen und einige Industriebetriebe siedelten sich an. Zu den ersten Nachkriegsunternehmen in Kirchardt gehörte ab 1948 die Spielzeug-Fabrik Clemens.
1963 wurde das Neubaugebiet „Schneckenberg“ erschlossen, 1965 das Gewann „Kurzer See“ unterhalb des Haftenwalds als neues Gewerbegebiet ausgewiesen, 1966 folgten die zwei Neubaugebiete „Hinter den Dorfgärten“ und „Steinäcker“. Für wirtschaftliche Impulse sorgten zur selben Zeit der Bau der Autobahn A 6 von Heilbronn nach Mannheim und die teilweise damit verbundene Flurbereinigung sowie nach 1968 die Verwaltungsreform in Baden-Württemberg. Viele der bis dahin nicht befestigten Straßen wurden asphaltiert und sorgten für eine bessere Verkehrsanbindung. 1967 wurde das Rathaus von 1813 abgerissen, um die Ortsdurchfahrt verkehrsgünstiger zu gestalten, und ein Rathausneubau im Neubaugebiet „Hinter den Dorfgärten“ bezogen. Ab 1968 wurde auch ein Schulneubau errichtet und danach das alte Schulgebäude von 1880 abgerissen. Die Einwohnerzahl im Jahr 1970 betrug rund 1950 Personen.
Im Zuge der Gemeindereform wurden am 1. Juli 1971 Bockschaft und am 1. September 1971 Berwangen in die Gemeinde Kirchardt eingegliedert.
Anlässlich der Kreisreform, die am 1. Januar 1973 in Kraft trat, wurden der Landkreis Sinsheim aufgelöst und Kirchardt kam zum Landkreis Heilbronn und damit zur neu geschaffenen Region Franken. Kirchardt zählt damit zu den wenigen nordbadischen Gemeinden in württembergischen Landkreisen. Am 1. Januar 1975 wurde eine Vereinbarte Verwaltungsgemeinschaft mit der Stadt Bad Rappenau und der Gemeinde Siegelsbach gegründet, innerhalb der die einzelnen Gemeinden jedoch selbständig blieben.
In den 1970er Jahren setzte eine Verödung der Dorfmitte ein, nachdem öffentliche Einrichtungen und angestammte Bevölkerung von dort allmählich in die Neubaugebiete abwanderten. Die Gemeinde forcierte ab 1978 daher Abriss- und Sanierungsmaßnahmen, wurde aber als Gewerbegemeinde eingestuft und 1979/80 vorerst nicht in das Programm „Dorfentwicklungsmaßnahmen“ des Landes Baden-Württemberg aufgenommen. Erst im Spätjahr 1984 erfolgte die Aufnahme in das Städtebauförderungsprogramm des Landes. Der Abschlussbericht der Kommunalen Entwicklungsgesellschaft Baden-Württemberg bescheinigte im Januar 1986 Renovierungsbedarf für 96 % der Gebäude in dem rund 10 Hektar großen Sanierungsgebiet in der Ortsmitte. Anschließend wurde ein Gestaltungswettbewerb „Neugestaltung Ortsmitte“ ausgeschrieben, auf Grundlage dessen Abriss- und Sanierungsmaßnahmen erfolgten, die das heutige Bild der Ortsmitte prägen.
In der Gesamtgemeinde Kirchardt sind heute Handwerks-, Industrie-, Gewerbe- und Dienstleistungsunternehmen ansässig, die zusammen etwa 1500 Arbeitsplätze bieten.

## Religionen
Als pfälzische bzw. helmstättische Dörfer waren Kirchardt und Berwangen mit ihren spätmittelalterlichen Kirchen bereits im 16. Jahrhundert reformiert. Katholiken haben sich erst später wieder angesiedelt. 1701 lebten 4 Katholiken in Kirchardt, 1809 zählte die katholische Gemeinde 46 Personen. 1810 wurde eine erste katholische Kirche in Kirchardt an der Heilbronner Straße erbaut, die um 1960 abgerissen und durch einen Neubau in der Waldstraße ersetzt wurde, der St. Ägidius, dem Kirchenpatron der vorreformatorischen Dorfkirche, geweiht wurde.
In Kirchardt und Berwangen gibt es heute jeweils eine evangelische Kirchengemeinde, in Kirchardt außerdem eine katholische Kirchengemeinde und eine evangelisch-freikirchliche Gemeinde (Baptisten).
Durch den seit den 1960er-Jahren erfolgten starken Zuzug von Migranten gibt es unter der Bevölkerung auch Muslime und Angehörige der syrisch-orthodoxen Glaubensrichtung. Alleine etwa 800 Aramäer machen mittlerweile rund 15 Prozent der Kirchardter Bevölkerung aus und haben die 2005 geweihte Kirche Mor Gabriel erbaut.
Eine jüdische Gemeinde mit Synagoge und einem jüdischen Friedhof bestand lediglich im heutigen Ortsteil Berwangen. In Kirchardt dagegen lebten ab der Mitte des 17. Jahrhunderts nur vereinzelt Juden. 1825 wurden neun Juden in Kirchardt gezählt, 1875 war es nur noch ein einzelner.

## Politik

### Gemeinderat und Ortschaftsrat
Der Gemeinderat in Kirchardt wird nach dem Verfahren der unechten Teilortswahl gewählt. Dabei kann sich die Zahl der Gemeinderäte durch Überhangmandate verändern. Der Gemeinderat hat 2024 15 Sitze. Er besteht aus den gewählten ehrenamtlichen Gemeinderäten und dem Bürgermeister als Vorsitzendem. Der Bürgermeister ist im Gemeinderat stimmberechtigt. 
Die Kommunalwahl am 9. Juni 2024 führte zu folgendem Endergebnis.
| Parteien und Wählergemeinschaften | Parteien und Wählergemeinschaften           | % 2024  | Sitze 2024 | % 2019 | Sitze 2019 |
| CDU                               | Christlich Demokratische Union Deutschlands | 33,32   | 5          | 32,6   | 5          |
| SPD                               | Sozialdemokratische Partei Deutschlands     | 31,38   | 5          | 32,3   | 5          |
| FUW                               | Freie Unabhängige Wählervereinigung         | 29,65   | 4          | 35,1   | 5          |
| AfD                               | Alternative für Deutschland                 | 5,66    | 1          | –      | –          |
| gesamt                            | gesamt                                      | 100,0   | 15         | 100,0  | 15         |
| Wahlbeteiligung                   | Wahlbeteiligung                             | 52,04 % | 52,04 %    | 51,3 % | 51,3 %     |

In der Ortschaft Bockschaft gibt es zudem einen Ortschaftsrat mit vier Mitgliedern. Auf seinen Vorschlag hin wählt der Gemeinderat einen ehrenamtlichen Ortsvorsteher. Diese Gremien sind zu wichtigen die Ortschaft betreffenden Angelegenheiten zu hören.

### Bürgermeister
Bürgermeister ist seit dem 2. Mai 2016 Gerd Kreiter. Er wurde am 13. März 2016 mit 50,9 Prozent der Stimmen gewählt. Am 25. Februar 2024 wurde er mit 96,4 Prozent der Stimmen für eine zweite Amtszeit wiedergewählt.

### Wappen und Flagge
| | Blasonierung: „In Silber auf waagrechtem grünem Zweig eine steigende grüne Eichel“ |
| Die Eichel im Kirchardter Wappen weist vermutlich auf die zweite Silbe -hardt im Ortsnamen hin, die so viel wie Weidewald bedeutet; Weidewälder dienten früher unter anderem der Mast des Viehs mit Eicheln. Das Wappen findet sich erstmals in einem Gemeindesiegel von 1769 und wurde 1901 vom Generallandesarchiv farbig gestaltet. Die Flagge wurde am 31. Januar 1980 vom Landratsamt Heilbronn verliehen. |                                                                                    |

Die Gemeindeflagge ist Grün-Weiß.

## Kultur und Sehenswürdigkeiten

### Bauwerke und Sehenswürdigkeiten
- Die Evangelische Kirche geht auf die ursprüngliche Pfarrkirche des Ortes zurück, die 1496 als St. Ägidius geweiht erstmals erwähnt, zuletzt 1790 erneuert und 1898/99 in ihre heutigen Gestalt erweitert wurde. In der Kirche ist ein Taufstein aus dem 15. Jahrhundert sowie eine Overmann-Orgel von 1821 erhalten. Die katholische Kirche St. Ägidius wurde 1960/61 anstelle einer älteren katholischen Kirche erbaut. Die syrisch-orthodoxe Kirche Mor Gabriel wurde ab 1994 erbaut und 2005 geweiht.

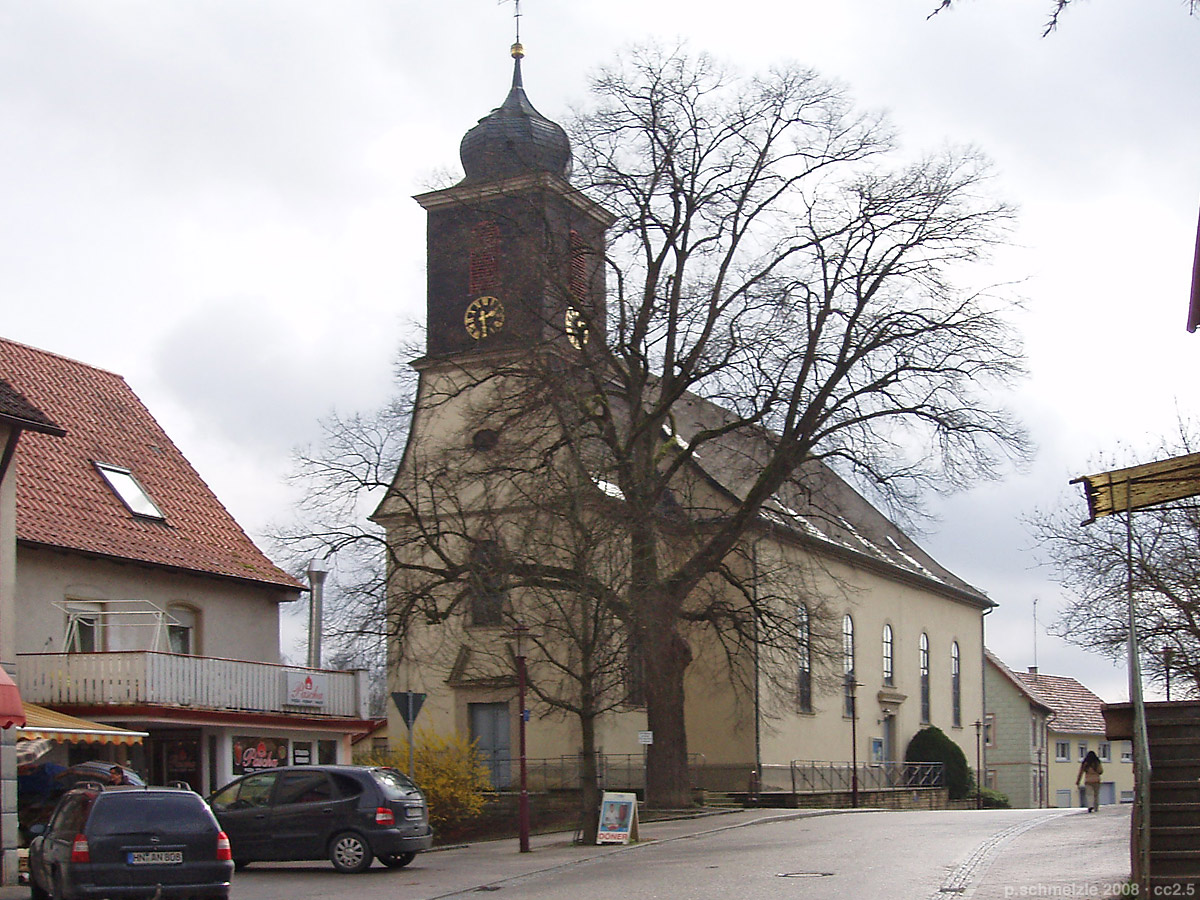
Evangelische Kirche
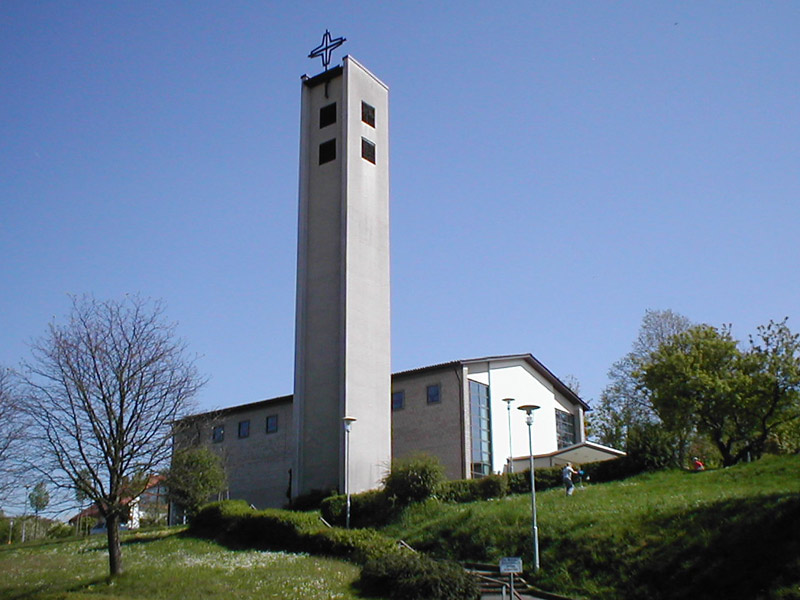
Katholische Kirche
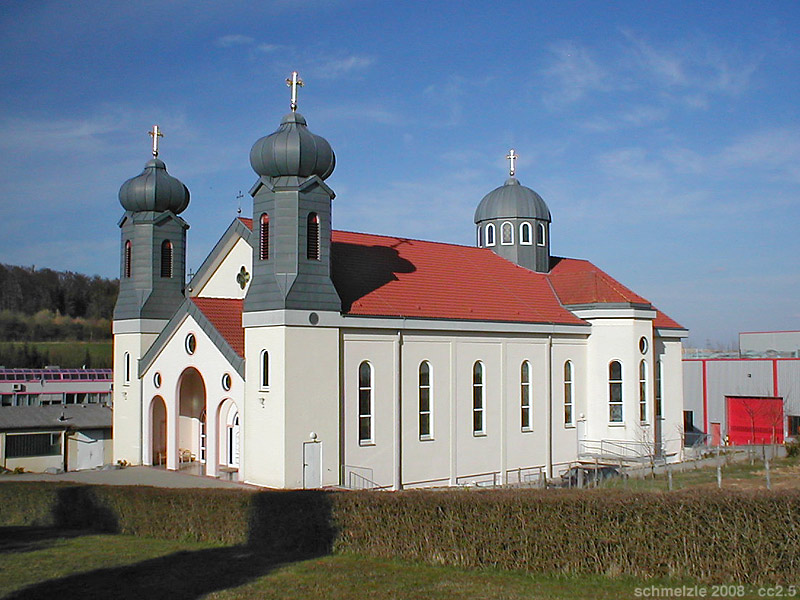
Syrisch-orthodoxe Kirche

- In der Ortsmitte haben sich einige Hofgebäude aus der Zeit der Renaissance erhalten, darunter ein Wohnhaus von 1578 im Burggärtenweg. Markante Gebäude der Bautätigkeit späterer Zeit liegen direkt an der den Ort durchquerenden B 39: mehrere historische Hofgebäude und Gasthöfe, die bis ins 17. Jahrhundert zurückdatieren, das alte katholische Schulhaus nach Plänen von Christoph Arnold von 1839 mit vier auffälligen kreuzförmigen Fenstern in der Heilbronner Straße, das Gebäude Grombacher Str. 1 mit markantem Fachwerkgiebel und das Haus Hauptstraße 44.
- Kriegerdenkmal zu Ehren der Kriegsteilnehmer 1870/71
- Beton-Lattenzäune (30er Jahre)

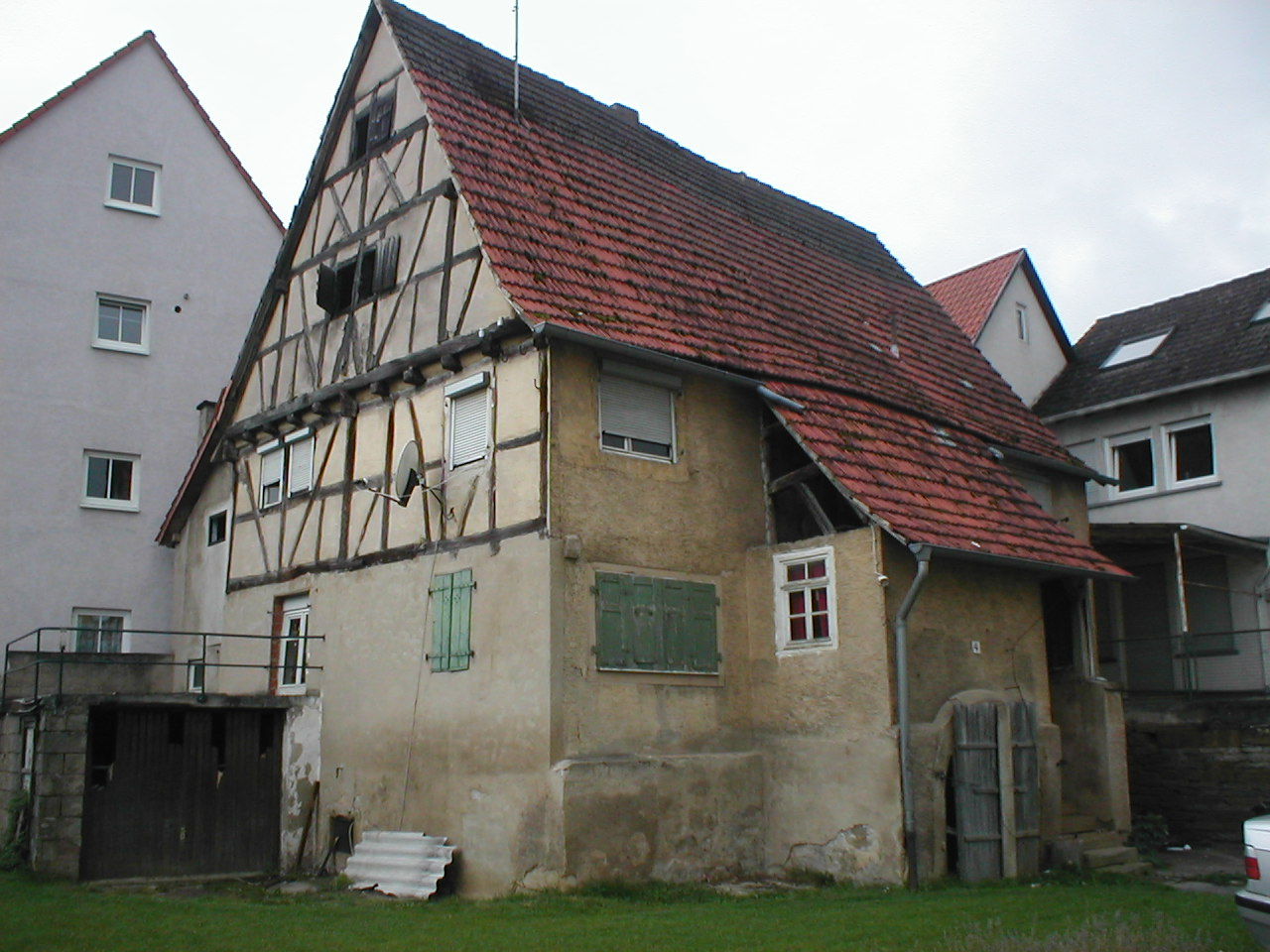
Wohnhaus von 1578
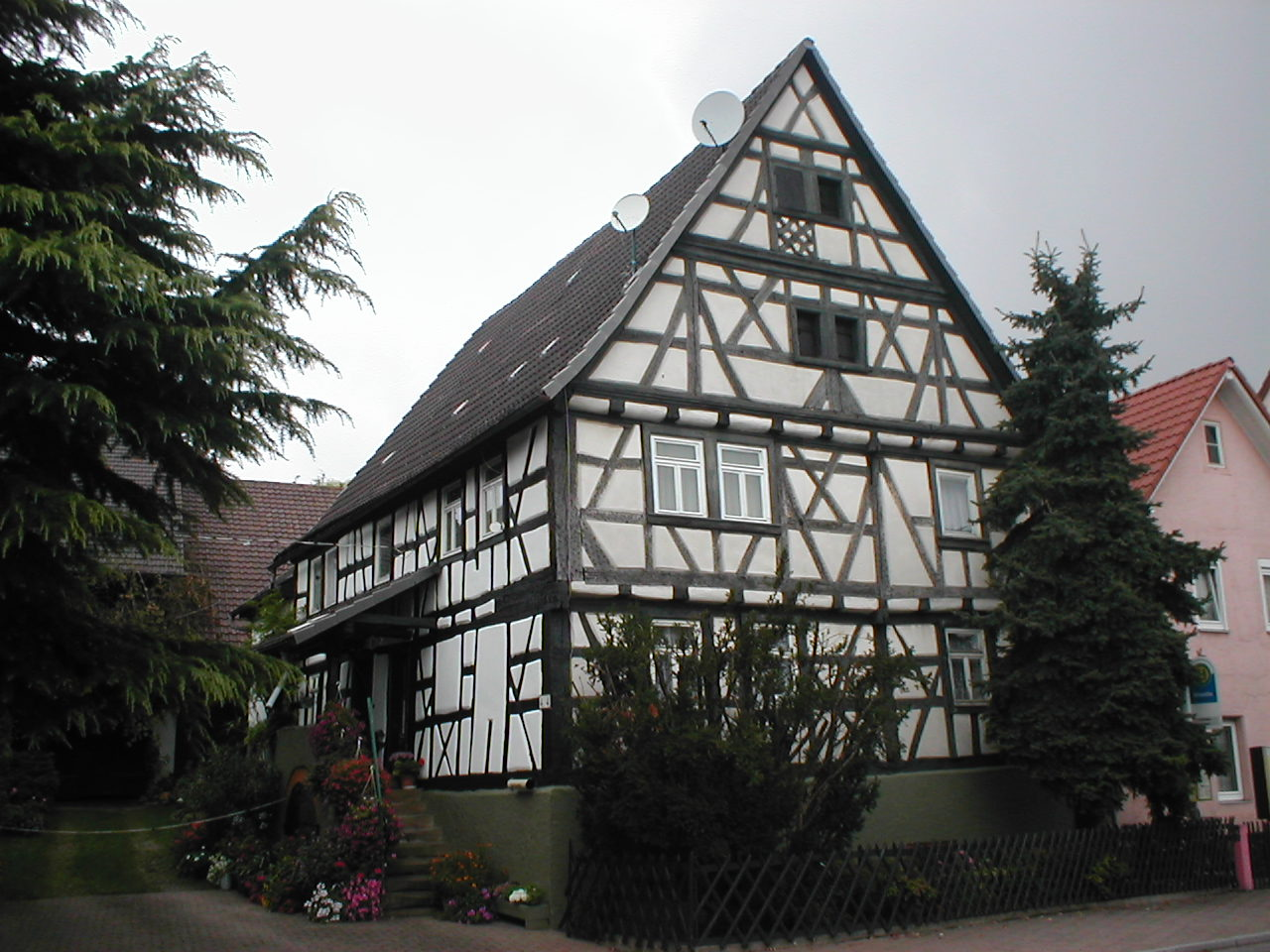
Historisches Fachwerkhaus
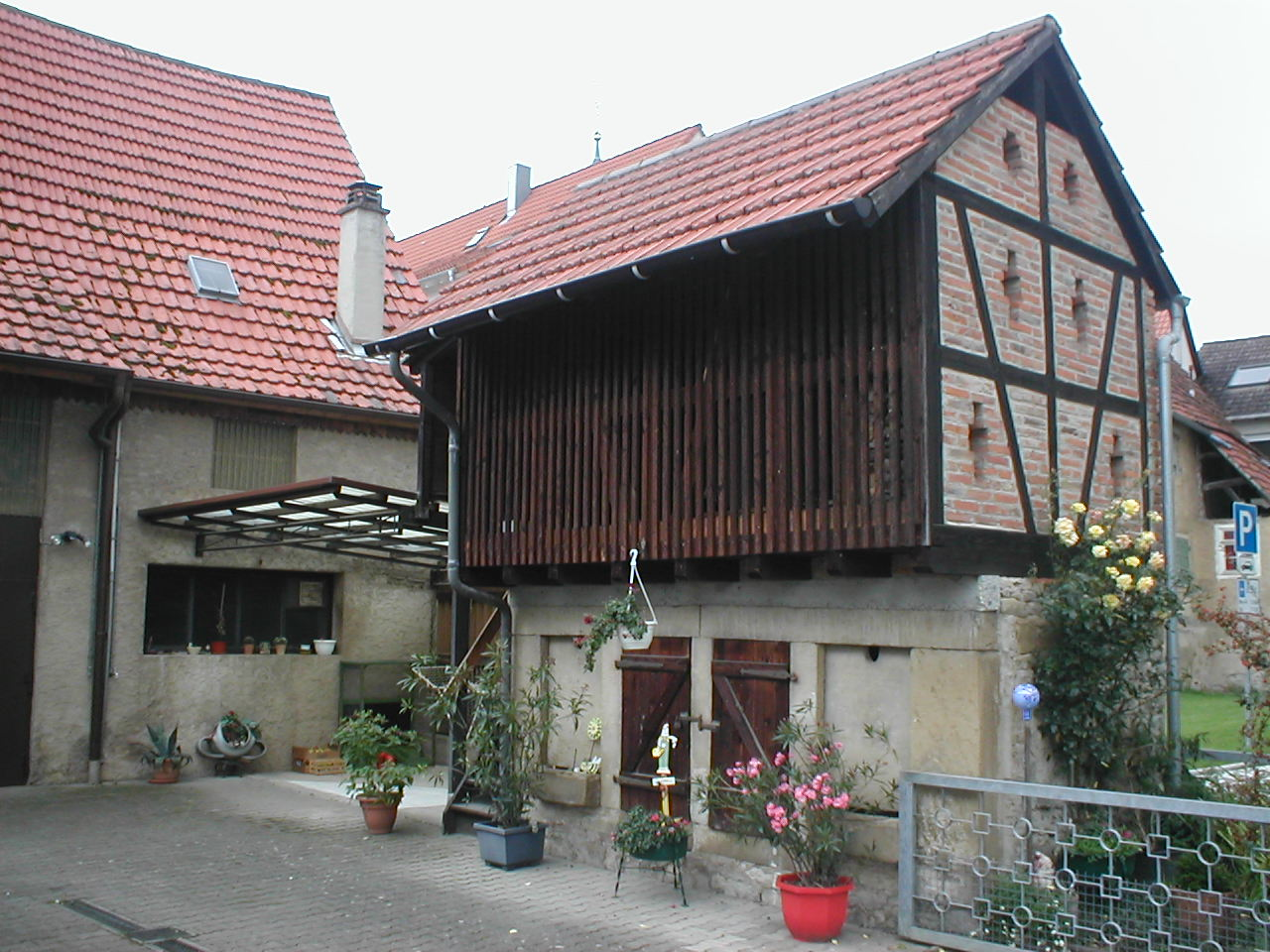
Schuppen in den „Burggärten“
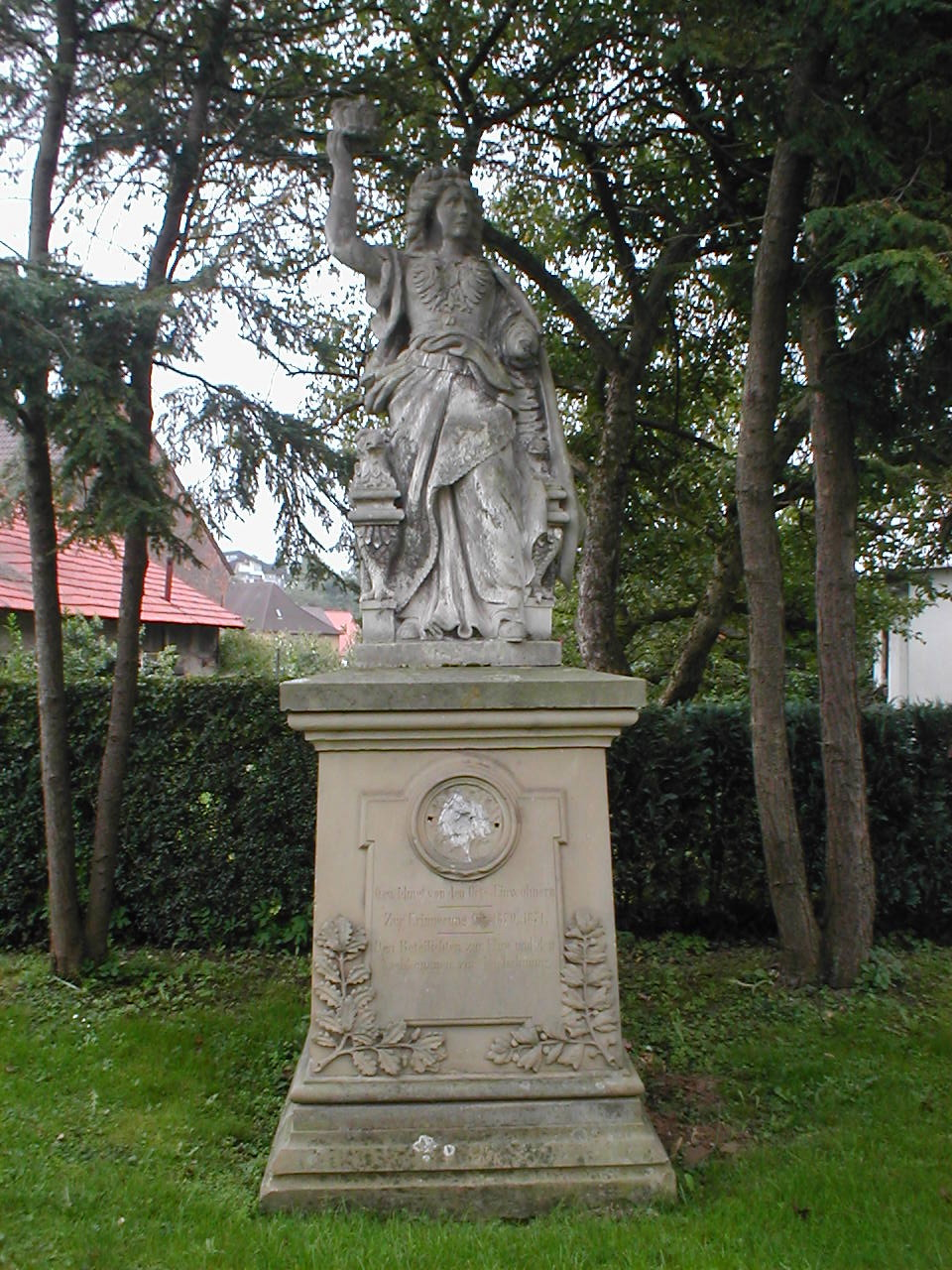
Kriegerdenkmal

### Sport und Freizeit
Kirchardt besaß ab 1925 ein Freibad und verfügt seit 1974 über ein Hallenbad. Der neue Sportplatz im nordöstlich des Ortes gelegenen Gewann „Kettend“ entstand 1976/77 unter Mithilfe amerikanischer Soldaten.

### Regelmäßige Veranstaltungen
Alle zwei Jahre findet im Ortsteil Bockschaft das Kirchardter Dorffest statt.

## Wirtschaft und Infrastruktur

### Verkehr
Kirchardt liegt an der A 6 (Anschlussstellen Sinsheim-Steinsfurt und Bad Rappenau) und an der B 39 zwischen Heilbronn und Sinsheim. Die nächsten Bahnhöfe sind in Bad Rappenau, Sinsheim und Eppingen. Haltepunkte befinden sich in den Nachbarorten Grombach, Ittlingen und in Gemmingen, wo die Kraichgaubahn (Heilbronn–Karlsruhe) verkehrt.
Folgende Linien fahren Kirchardt an:
| Linie | Art | Strecke | Takt           |
| ----- | --- | --- | -------------- |
| 683   | Bus | Bad Wimpfen – Heilbronn-Biberach – Bonfeld (– Fürfeld – Treschklingen – Kirchardt – Bockschaft – Berwangen – Gemmingen) | Stundentakt    |
| 678   | Bus | Eppingen – Bockschaft – Berwangen – Kirchardt                                                                           | Schülerverkehr |
| 741   | Bus | Kirchardt – Steinsfurt – Sinsheim                                                                                       | Schülerverkehr |

### Medien
Über das Geschehen in und um Kirchardt berichten die Tageszeitungen Kraichgau Stimme (eine Regionalausgabe der Heilbronner Stimme) sowie Rhein-Neckar-Zeitung.

### Bildung
Etwa 550 Schüler aus Kirchardt und seinen Ortsteilen besuchen die Birkenbachschule, eine Grund- und Hauptschule mit Werkrealschule. Die Hauptschule wird dabei als offene Ganztagsschule geführt. Die Gemeindebücherei Kirchardt hat einen Bestand von etwa 14.000 Medien (Stand jeweils 2005). Die Volkshochschule Unterland unterhält in Kirchardt eine Außenstelle.

### Wirtschaft
In Kirchardt und seinen Ortsteilen sind zahlreiche mittelständische Betriebe aus verschiedensten Branchen ansässig. Die Grundversorgung der Bevölkerung ist in den Ortsteilen Berwangen und Bockschaft stark rückläufig. In Bockschaft besteht keine Einkaufsmöglichkeit.

## Persönlichkeiten

### Ehrenbürger
Zur Zeit des Nationalsozialismus wurden, wie in zahlreichen anderen badischen Gemeinden auch, am 15. März 1933 Paul von Hindenburg, Adolf Hitler und der badische Reichsstatthalter (damals noch Reichskommissar) Robert Wagner zu Ehrenbürgern der Gemeinde Kirchardt ernannt. Dies waren die ersten Ehrenbürger der Gemeinde. Im Gemeinderat von Kirchardt wurde am 29. September 1978 in öffentlicher Sitzung festgestellt, dass die Ehrenbürgerrechte dieser Personen gemäß der Gemeindeordnung Baden-Württemberg mit deren Tod (als Letzter starb Wagner 1946 durch Hinrichtung) erloschen sind. Im September 2010 wiederholte der Gemeinderat diese Feststellung. Im Mai 2020 erkannte der Gemeinderat Hitler die Ehrenbürgerwürde formell ab.
Am 12. April 1984 wurde die Ehrenbürgerwürde an den langjährigen früheren Bürgermeister Heinz Maag (* 26. April 1926, † 2. Februar 2006), im Amt von 30. Oktober 1965 bis 31. März 1984, verliehen. Mit dem Tode Maags im Februar 2006 erlosch auch dessen Ehrenbürgerrecht. Am 8. April 2016 wurde Altbürgermeister Rudi Kübler mit seinem Ausscheiden aus dem Amt zum Ehrenbürger ernannt.

### Söhne und Töchter der Gemeinde
- Ludwig Carl Ditzinger (1670–1731), geboren in Berwangen, lutherischer Theologe
- Julius Keller (1847–1911), geboren in Berwangen, Philologe
- Walter Schlick (1904–1944), Maler und Filmarchitekt